# Djurgården Hockey 1932/1933
Djurgården spelade i Elitserien i ishockey 1931/1932. Djurgården som slutade fyra.

## Resultat
- 13/11 Hermes (h) 1 - 1
- 22/11 UoIF Matteuspojkarna (h) 2 - 1
- 2/12 IK Göta (b) 1 - 2
- 10/12 Södertälje SK (h) 3 - 5
- 20/12 AIK (b) 1 - 2
- 30/12 Tranebergs IF (h) 3 - 2
- 6/1 Hammarby IF (b) 1 - 3
- 10/1 Hermes (h) 3 - 2
- 15/1 IK Göta (b) 1 - 3
- 24/1 UoIF Matteuspojkarna (h) 3 - 1
- 1/2 Hammarby IF (b) 1 - 3
- 9/2 AIK (b) 0 - 2
- 17/2 Södertälje SK (h) 0 - 1
- 10/3 Tranebergs IF (h) 3 - 2